# Industrifiske
Industrifiske är en massmedial term för vad man inom fiskeribranschen till vardags kallar "skrapfiske" (efter engelskans ord för skrot - scrap). "Skrotfisk" var ursprungligen den bifångst man ofrivilligt fick med när man inriktade fisket på konsumtionsfisk. Redan tidigt kom denna skrotfisk att utgöra foder för domesticerade, fiskätande djurarter, såsom exempelvis mink. Detta var ett sätt att ta tillvara den fisk som annars helt hade gått till spillo - för naturen likväl som för fiskaren. När fiskemetoderna förfinades fanns redan ett etablerat marknadsintresse för skrotfisk. På så vis uppkom industrifisket.
Med industrifiske avses storskaligt, riktat fiske efter arter som inte är av kommersiellt intresse som konsumtionsfisk. Dessa arter har man istället funnit andra avsättningar för, till exempel som djurfoder (fiskmjöl) eller som fiskolja (i Danmark drevs tidigare kraftvärmeverk delvis med fiskolja).
Begreppet 'industrifiske' förväxlas ofta felaktigt med storskaligt fiske efter konsumtionsfisk. Även om en fiskebåt har egen frys- och förpackningsanläggning räknas denna alltså inte som "industrifiskare" om den i huvudsak ägnar sig åt fiske efter konsumtionsfisk.
Problemen med industrifisket är uppenbara: målet med fångsterna är konstruerade. Fiskolja som bränsle är ett sätt att finna avsättning för en inte helt nödvändig produkt. Fisken har i sitt levande tillstånd däremot viktiga funktioner att fylla i biosystemet. Ännu något knepigare blir det att utfodra djur, t.ex. kycklingar och andra domesticerade arter, med fiskmjöl - arter som är oerhört avlägsna fisk som en del i sitt naturliga födosök, men som har stort behov av proteintillskott för en god avkastning. Allra knepigast blir det förmodligen att utfodra odlade fiskar med skrapfiskmjöl - man har ersatt ett naturligt jaktbeteende dels med avlad fångenskap, dels med rovfiske och på så vis framtvingat en höggradigt artificiell näringscykel - och en till synes onödig belastning på naturen.
Ett av problemen med industrifisket är att de arter som drabbas ofta är dåligt bevakade: det finns inga eller ytterst vaga kvoter och intresset och kunskapen från allmänheten är närmast obefintligt. Många arter är så gott som okända. Emellertid har de biologiska värdena alltmer kommit att etableras i den politiska agendan, och krafter verkar för att minska och reglera uttagen även av marginella arter i haven.
F.ö. kan nämnas att Crabfish, som människor äter, är förädlad skrotfisk, ofta blåvitling. 
EU:s största industrifiskeland är Danmark.